# SAR-Standardkessel

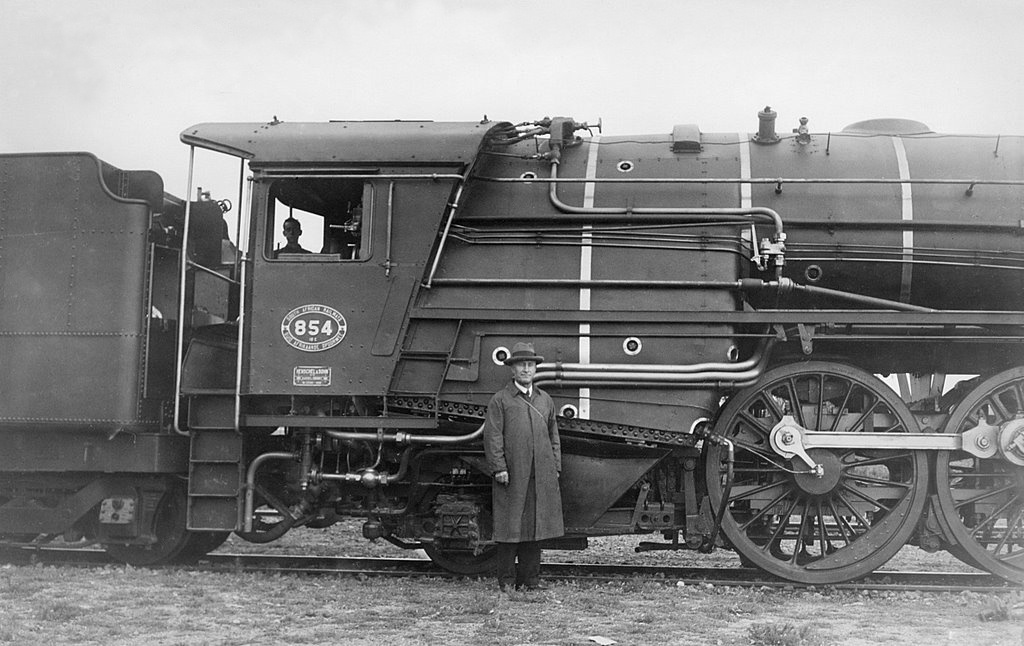
A.G. Watson mit einer Dampflok der Baureihe 16E, die mit dem SAR-Standardkessel 3A und Standardführerhaus ausgerüstet ist.

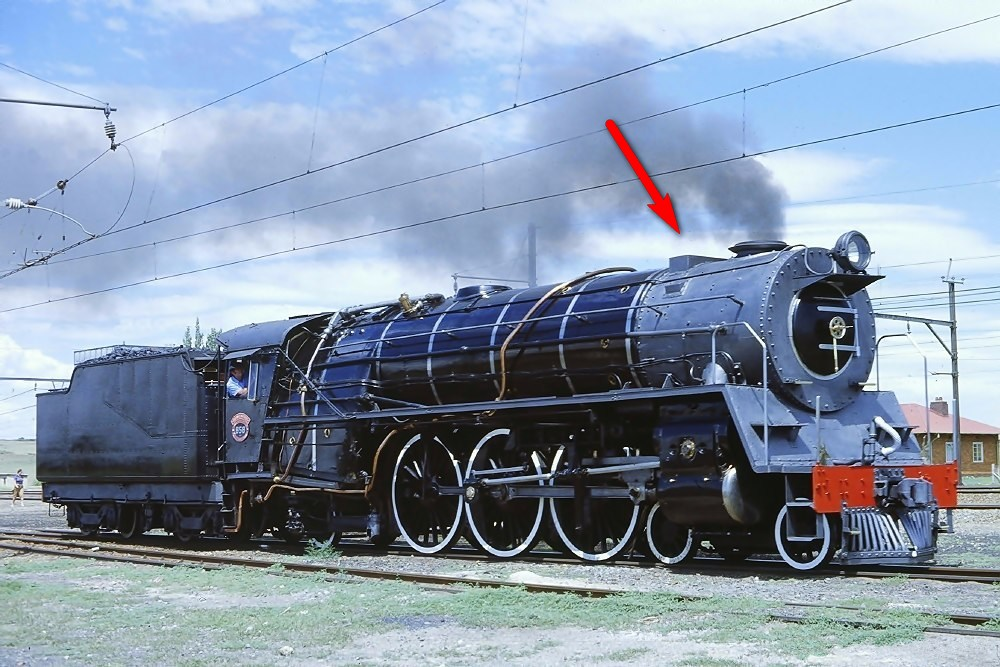
Standardkessel 3A auf einer Dampflok der Baureihe 16E. Der Pfeil zeigt auf den Regulator-Kasten hinter dem Schornstein.

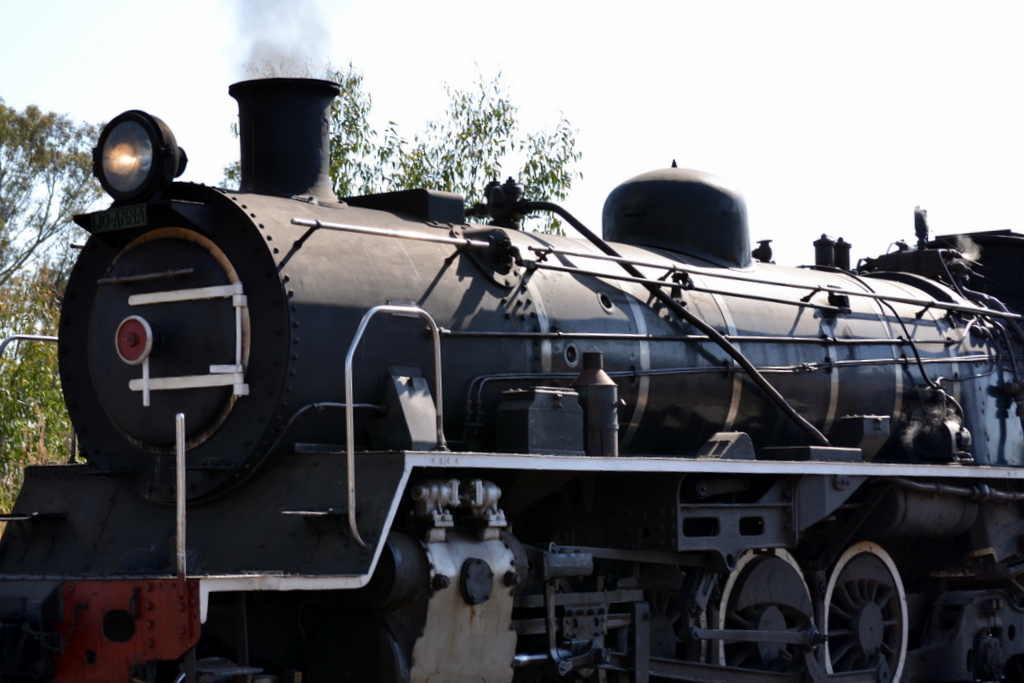
Standardkessel 1 auf einer Dampflokomotive der Baureihe 24. Hinter dem Regulatorkasten ist das Kesselspeiseventil mit den Speiseleitungen und der Dampfdom erkennbar.

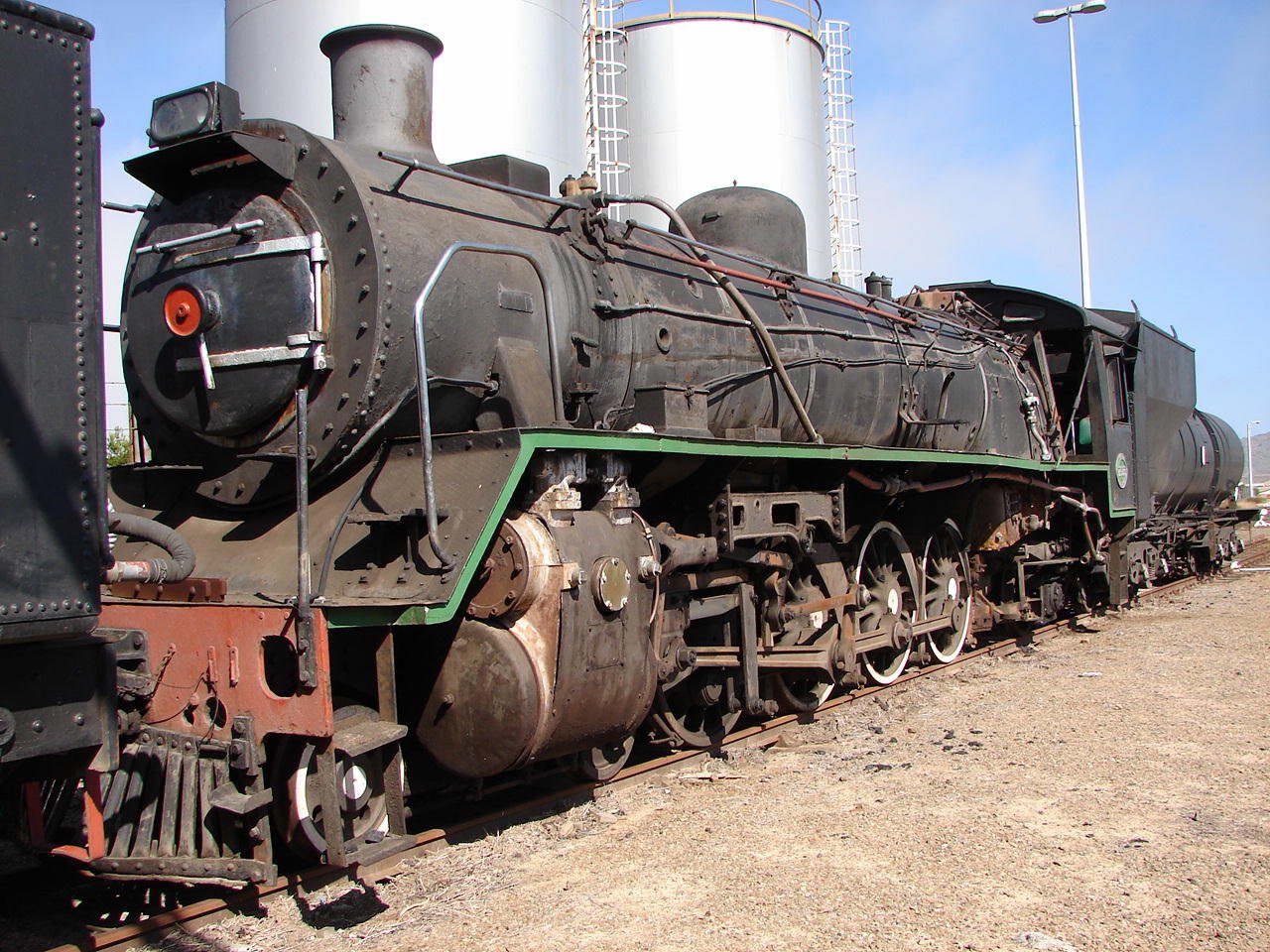
Standardkessel 1A auf einer Dampflok der Baureihe 19D

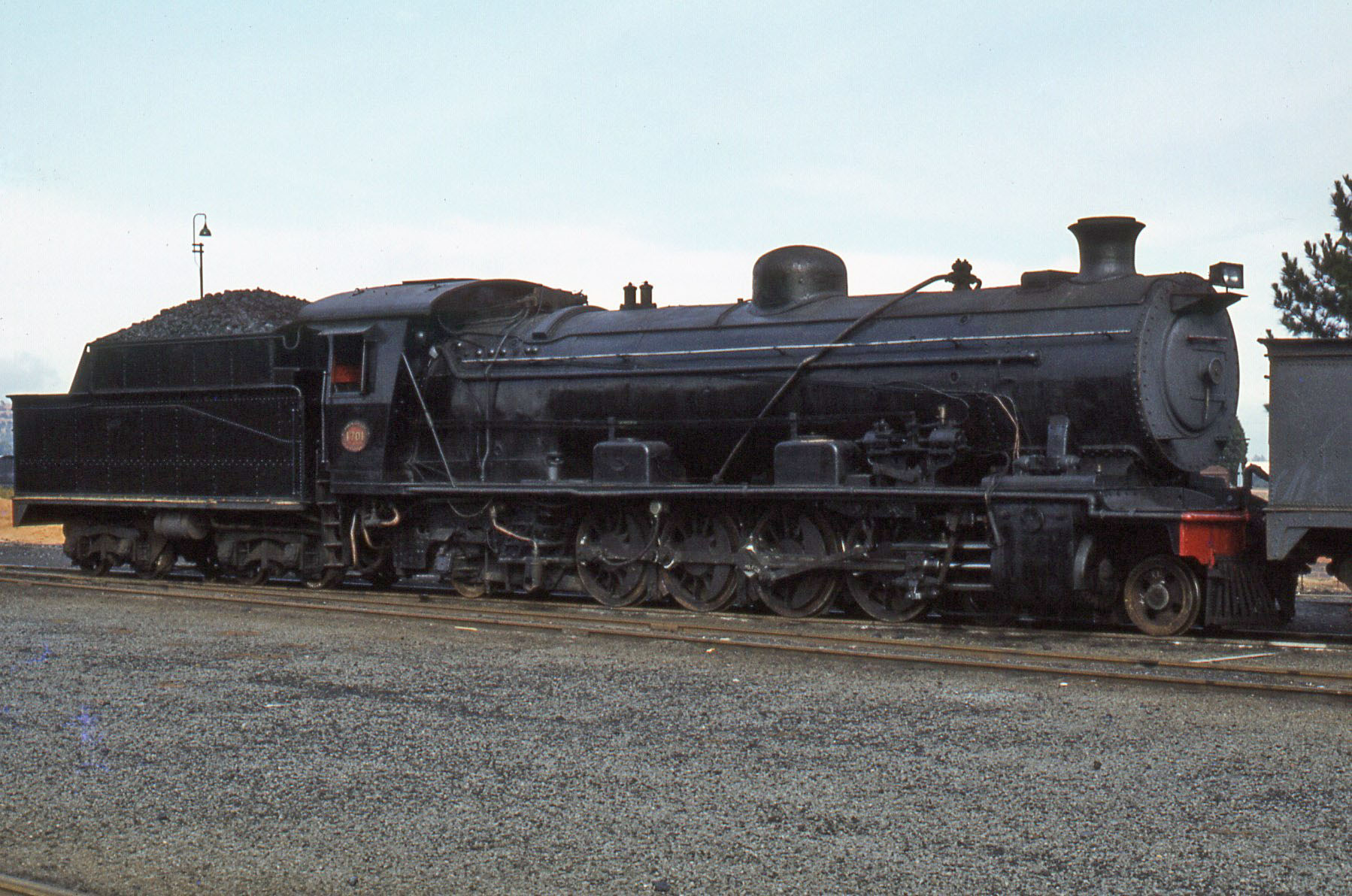
Standardkessel 2 auf einer Lokomotive der Baureihe 14R

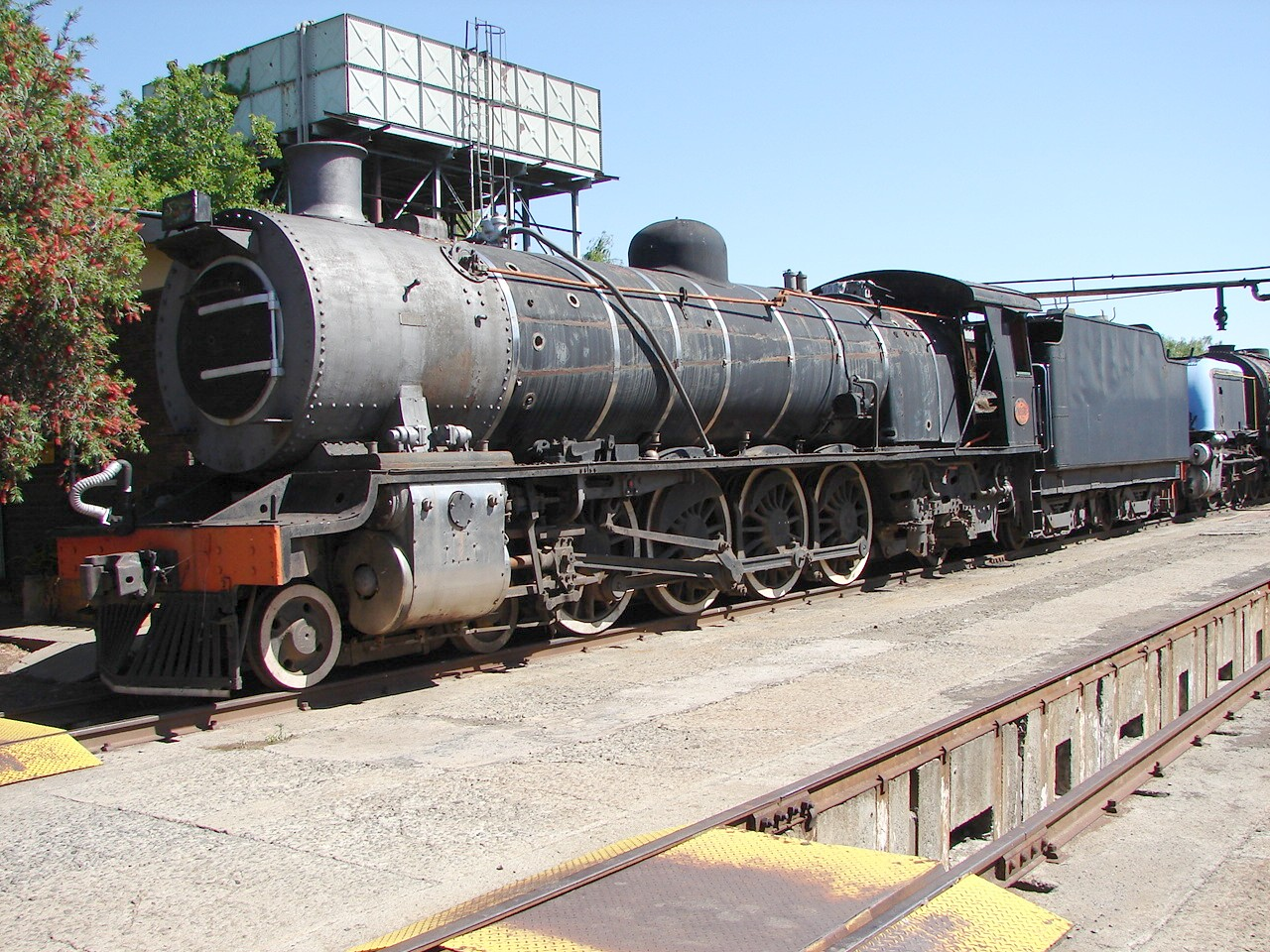
Standardkessel 2A auf einer Lokomotive der Baureihe 15AR

Der SAR-Standardkessel oder Watson-Standardkessel ist ein Dampfkessel für Lokomotiven, der ab den 1930er Jahren bei den Baureihen der South African Railways (SAR) eingesetzt wurde. Die Entwicklung geht auf A.G. Watson, Oberingenieur der SAR zurück und sollte die Anzahl verwendeter Kesselbauarten vermindern um Kosten für die Ersatzteilhaltung und Wartung zu senken.

## Technik
Beim Amtsantritt von A.G. Watson im Jahre 1929 verwendete die Eisenbahn 88 verschiedene Lokomotivbauarten mit ungefähr 50 verschiedenen Kesselbauarten. A.G. Watson entwickelte sieben Standardkessel mit den Bezeichnungen 1, 1A, 2, 2A, 2B, 3A und 3B, welche die große Anzahl unterschiedlicher Kessel ersetzen sollte. Sie leiten sich aus den Grundbauarten 1, 2 und 3 ab, die sich durch Kesseldurchmesser und Rostflächen unterscheiden. Durch Variation der Länge der Grundtypen entstanden die mit angehängten Buchstaben bezeichneten Varianten.
Die mit Überhitzer ausgerüsteten Kessel waren konstruktiv möglichst einfach gehalten, indem sie konventionelle Stehkessel mit gewölbter Decke verwendeten und damit auf damals bereits bekannte Maßnahmen zur leistungssteigernden Vergrößerung der Strahlungsheizfläche, wie Belpaire-Stehkessel und Verbrennungskammer verzichteten. Die Feuerbüchsen waren anfänglich aus Kupfer, später aus Stahl. Die Rostflächen der Grundbauarten 1 und 2 waren mit etwas weniger als 3,5 m² annähernd gleich und ergaben eine schmale Feuerbüchse, die bei älteren Lokomotiven zwischen die nach außen gekröpften Rahmenwangen passte. Der Grundtyps 3 hatte eine Feuerbüchse mit einer Rostfläche von knapp 6 m², die auf den Barrenrahmen aufgesetzt wurde, so dass sie über deren Seiten hinausragte.
Alle Standardkessel haben hinter dem Schornstein einen rechteckigen kastenförmigen Aufbau, indem der Regulator untergebracht war – ein Erkennungsmerkmal für diese Bauart. Hinter diesem Kasten befanden sich bei den Kessel-Grundtypen 1 und 2 das als Doppelrückschlagventil ausgeführte Kesselspeiseventil mittig über dem Kessel angeordnet, beim Grundtyp 3 befand es sich wegen des Lichtraumprofils etwas unterhalb des Kesselscheitels auf der linken Seite. Bei allen Standardkessel-Typen wurde das Speisewasser dem Ventile über beidseitig dem Kessel entlang schräg nach oben steigende Leitungen zugeführt. Die Grundtypen 1 und 2 hatten einen Dampfdom hinter dem Speiseventilen, Grundtyp 3 wurde wegen des engen Fahrzeugsumgrenzungsprofils ohne Dampfdom ausgeführt.

## Bezeichnung
Die Baureihenbezeichnung von Lokomotiven, die bei einer Revision einen SAR-Standardkessel erhielten, wurden mit einer R ergänzt, das für Reboilered „neubekesselt“ stand. So wurde zum Beispiel aus einer Lokomotive der Baureihe 19A nach der Neubekesselung die Baureihe 19AR.
Lokomotiven, welche bereits mit dem Standardkessel ausgeliefert wurden, wie zum Beispiel die Baureihe 16E erhielten das zusätzliche R nicht. Oftmals, aber nicht zwingend, wurde der Standardkessel zusammen mit dem ebenfalls von Watson entwickelten Standardführerhaus verwendet, das an der stark geneigten Vorderwand zu erkennen ist.
Eine Ausnahme stellte die Baureihe 12AR dar, die einen an die Baureihe angepassten Austauschkessel erhielt, der ähnlich aufgebaut war, wie die Standardkessel. Mit 3,8 m² Rostfläche lag dieser Typ in der Größe zwischen den Typen 2 und 3. Eine verkürzte Version des gleichen Kessels wurde bei der Neubaulokomotiven der Baureihe S1 eingesetzt.

## Technische Daten
| Bezeichnung | Innerer Durchmesser  | Abstand zwischen den Rohrwänden | Strahlungsheizfläche | Rohrheizfläche (gesamt) | Überhitzerheizfläche | Rostfläche        | Verwendet auf den Lokomotivbaureihen |
| ----------- | -------------------- | ------------------------------- | -------------------- | ----------------------- | -------------------- | ----------------- | ------------------------------------ |
| 1           | 5 ft 1.524 m         | 17 ft 9 in 5.410 m              | 123 sq ft 11.427 m²  | 1,497 sq ft 139.076 m²  | 366 sq ft 34.003 m²  | 36 sq ft 3.345 m² | 5R, 5BR, 10CR, 24                    |
| 1A          | 5 ft 1.524 m         | 20 ft 2 in 6.147 m              | 123 sq ft 11.427 m²  | 1,700 sq ft 157.935 m²  | 404 sq ft 37.533 m²  | 36 sq ft 3.345 m² | 19R/BR/C/D, 19AR                     |
| 2           | 5 ft 7½ in 1.715 m   | 19 ft 4 in 5.893 m              | 142 sq ft 13.192 m²  | 1,933 sq ft 179.582 m²  | 492 sq ft 45.708 m²  | 37 sq ft 3.437 m² | 3R, 3BR, 4AR, 12R, 14R, 14CR         |
| 2A          | 5 ft 7½ in 1.715 m   | 21 ft 8 in 6.604 m              | 142 sq ft 13.192 m²  | 2,171 sq ft 201.692 m²  | 537 sq ft 49.889 m²  | 37 sq ft 3.437 m² | 15AR, 15BR                           |
| 2B          | 5 ft 7½ in 1.715 m   | 18 ft 4 in 5.588 m              | 142 sq ft 13.192 m²  | 1,836 sq ft 170.570 m²  | 472 sq ft 43.850 m²  | 37 sq ft 3.437 m² | 16R/CR                               |
| 3A          | 6 ft 21/4 in 1.886 m | 19 ft ½ in 5.804 m              | 206 sq ft 19.138 m²  | 2,682 sq ft 249.166 m²  | 592 sq ft 54.999 m²  | 63 sq ft 5.853 m² | 16E                                  |
| 3B          | 6 ft 21/4 in 1.886 m | 22 ft 6 in 6.858 m              | 206 sq ft 19.138 m²  | 3,168 sq ft 294.317 m²  | 676 sq ft 62.802 m²  | 63 sq ft 5.853 m² | 15E, 15F, 21, 23                     |